# Ягода-морошка
«Ягода-морошка» (англ. Salmonberries) — немецкий драматический фильм 1991 года, снятый Перси Адлоном.

## Сюжет
Молодая девушка, выросшая в маленьком городке на Аляске, идёт в публичную библиотеку, чтобы узнать, кем были её родители. Дело в том, что её привезли в город младенцем в картонной коробке с надписью «Коцебу» — названием города, а также фамилией семьи, основавшей город — фон Коцебу. Там она знакомится с местным библиотекарем, тихой и скромной женщиной, иммигранткой из Восточной Германии, потерявшей мужа при побеге из-за железного занавеса. Вместе они пытаются выяснить как можно больше о происхождении Коцебу, что приводит их и к личному сближению.

## В ролях
- k.d. lang — Коцебу
- Ангаюкак Оскар Кавагли — Бутч
- Розель Цех — Росвита
- Юджин Омиак — Гви
- Уэйн Уотерман — Ронни
- Джейн Линд — Ноаяк
- Чак Коннорс — Бинго Чак

## Восприятие
Картина была отмечена рядом наград, включая Гран-при Америки на Монреальском кинофестивале.
На Rotten Tomatoes фильм имеет оценку 71% на основе 7 обзоров со  средним баллом 6,21 из 10.
Джанет Маслин в своей рецензии на фильм для The New York Times в 1994 году назвала  его  неуклюжей попыткой  с  неискренней режиссурой  и  слишком острыми ракурсами камеры. По её мнению, актёрский дебют k.d. lang получился неоднозначным, при этом Маслин похвалила игру Розель Цех.
Кевин Томас из LA Times в своей  рецензии  высоко оценил фильм. По его словам, «с предельной чувствительностью Адлон поднимает важнейшие вопросы культурной и сексуальной идентичности».